# Adolf Uunona
Adolf Hitler Uunona (* 1965/1966 in Südwestafrika, nach anderen Quellen 1954 geboren) ist ein namibischer Politiker der SWAPO.

## Leben
Adolf Uunona war Anti-Apartheid-Aktivist im Süden Südwestafrikas.
Er wurde bei den Regionalratswahlen 2004, 2010, 2015 und 2020, dann mit 84,88 Prozent der Stimmen, für den Wahlkreis Ompundja in den Regionalrat der Region Oshana gewählt.
Uunona ist nach Adolf Hitler benannt. Dies wurde nach seiner Wahl am 3. Dezember 2020 in der internationalen Presse erwähnt. Von seinem Namensvetter distanzierte sich Uunona öffentlich und schreibt dies der damaligen Unwissenheit seiner Eltern zu. Politisch stuft er sich selbst als Bürgerrechtler ein. Nach eigenen Angaben sei es zu spät, seinen Namen zu ändern. Stattdessen verwendet er seinen zweiten Vornamen weder in den sozialen Medien noch in seinem Privatleben, jedoch in offiziellen Dokumenten.
Ende 2021/Anfang 2022 tauchte sein Name mehrfach in der deutschen Boulevardpresse auf.